# Kasimir von Lütgendorf
Kasimir Dominik svobodný pán von Lütgendorf (31. prosince 1862 Štýrský Hradec – 28. července 1958 Vídeň) byl rakousko-uherský generál. Jako absolvent vojenské akademie sloužil u c. k. armády od roku 1883, působil jako štábní důstojník u různých jednotek, uplatnil se také jako pedagog a spisovatel. Několik let byl velitelem větších vojenských jednotek u c. k. zeměbrany a na začátku první světové války byl brigádním velitelem na srbské frontě. V letech 1916–1918 byl velitelem 21. armádního sboru, s nímž bojoval v Haliči, Itálii a Rumunsku. V roce 1917 byl povýšen na generála pěchoty a se svým sborem setrval do konce války na italské frontě. Po zániku monarchie byl penzionován, poté žil v soukromí v Budapešti a ve Vídni.

## Životopis
Pocházel ze staré německé rodiny z Vestfálska, spolu s dalšími příbuznými získal v roce 1883 potvrzení stavu svobodných pánů v Rakousku. Byl synem c. k. majora Kasimira Josefa Lütgendorfa. První vojenskou průpravu získal na kadetních školách v Sankt Pölten a v Hranicích, v letech 1880–1883 studoval na Tereziánské vojenské akademii ve Vídeňském Novém Městě. Do armády vstoupil v roce 1883 jako poručík k 72. pěšímu pluku v Prešpurku. V letech 1886–1888 si doplnil vzdělání na Válečné škole (K.u.k. Kriegsschule) ve Vídni a v hodnosti nadporučíka byl zařazen do sboru důstojníků generálního štábu. Poté sloužil u různých jednotek v Přemyšlu a Černovicích, v letech 1893–1897 působil jako pedagog na kadetní škole v Innsbrucku. V této době se začal uplatňovat jako spisovatel a v oboru vojenské teorie publikoval řadu odborných prací. V roce 1899 byl povýšen na majora a stal se šéfem štábu 4. pěší divize v Brně (1898–1903). V hodnosti podplukovníka (1901) byl v roce 1903 přeložen k 76. pěšímu pluku v Ostřihomi a v letech 1903–1905 byl zástupcem velitele 12. pěšího pluku v Trebinji. V roce 1905 byl povýšen na plukovníka a na několik let přešel k c. k. zeměbraně. Postupně byl velitelem několika zeměbraneckých pluků v Kroměříži, Tridentu a Linzi.
V roce 1910 byl povýšen do hodnosti generálmajora a v letech 1911–1914 byl velitelem 91. pěší brigády c. k. zeměbrany v Krakově. K datu 1. května 1914 získal hodnost polního podmaršála a převzal velení 7. pěší divize v Osijeku. S touto jednotkou byl na začátku první světové války nasazen na srbské frontě, kde se několikrát dopustil masakrů na civilním obyvatelstvu. V září 1914 převzal po Josef August Rakouský velení 31. pěší divize na východní frontě, zapojil se do bojů v Karpatech a zúčastnil se bitvy u Gorlice. V květnu 1916 se stal velitelem nově zřízeného 21. armádního sboru a s ním se přesunul na italské bojiště. V říjnu téhož roku byl převelen do Rumunska a k datu 1. srpna 1917 byl povýšen do hodnosti generála pěchoty. V roce 1918 se vrátil znovu na italskou frontu, kde setrval až do závěrečných bojů v listopadu 1918. K datu 1. ledna 1919 byl v armádě penzionován.
V mírové Saintgermainské smlouvě byl uveden na seznamu válečných zločinců, kteří měli být vydáni mezinárodnímu tribunálu. V Lütgendorfově případě se jednalo o nařízení hromadné popravy civilních obyvatel v srbském městě Šabac v roce 1914, k předání do rukou spravedlnosti však nikdy nedošlo. V jiném případě nezákonné popravy tří rakousko-uherských vojáků, kteří v roce 1914 porušili disciplínu, byl obžalován vídeňským státním zastupitelstvím v roce 1920. Ve sledovaném procesu byl odsouzen k šesti měsícům vězení. Po propuštění žil od roku 1922 v Budapešti, po druhé světové válce přesídlil do Vídně, kde zemřel v roce 1958 ve věku 95 let, pohřben byl na hřbitově ve vídeňské městské části Kalksburg.

## Tituly a ocenění
Spolu s dalšími členy rodu dosáhl v roce 1883 potvrzení stavu svobodných pánů. Během vojenské služby získal řadu ocenění v Rakousku-Uhersku, za první světové války i ve spojeneckém Německu.

### Rakousko-Uhersko
- Jubilejní pamětní medaile (1898)
- Vojenský záslužný kříž III. třídy (1903)
- Vojenský jubilejní kříž (1908)
- Řád železné koruny III. třídy (1909)
- Mobilizační kříž (1913)
- Řád železné koruny II. třídy s válečnou dekorací (1915)
- Vojenský záslužný kříž II. třídy s válečnou dekorací (1915)
- Vyznamenání za zásluhy o Červený kříž s válečnou dekorací (1916)
- Řád železné koruny I. třídy s válečnou dekorací (1917)
- Leopoldův řád I. třídy s válečnou dekorací (1918)

### Zahraničí
- Železný kříž II. třídy (1915, Německo)
- Železný kříž I. třídy (1918, Německo)